# 中森明菜
中森明菜（日语：／ Nakamori Akina，1965年7月13日—），日本女歌手與演員，出生於日本東京都大田區大森，成長於東京都清瀨市中里。在1980年代的日本歌謠曲全盛時期，她是最紅的歌星之一，曾有21支單曲與連續13張唱片專輯登上公信榜第一名。
中森明菜除了在當時的TBS电视台的王牌節目《The Best Ten》獲得總計69次的第一名，成為該節目獲得最多次第一名的女歌手之外，也是日本最多次數年榜銷售第一的歌手。1985年－1986年間連續兩年奪得日本唱片大獎；1983年﹑1985年－1987年間四年公信榜唱片總銷售額第一名。本為偶像型歌手的她，在連續奪得日本各種唱片大獎後，成為實力派的歌手，低沉又中氣十足的嗓音加上別具個人魅力的特色。證明了其風格在面對不斷變化的音樂行業時的韌性及廣大影響，在當時她的髮型與造型，特別受到日本與香港和亞洲其他國家與地區的青少年競相模仿。1989年間曾自殺未遂；接著因經紀公司解約問題與多次的唱片公司轉換，造成長時間事業起起落落。
近年因體力及健康問題，較少公開露面，但中森明菜仍被當代日本音樂評論家評為日本唱片史上最佳聲音的第五名，甚至領先於她的競爭對手松田聖子，後者獲得第七名。根據Oricon排行榜，她是少數幾位在1980年代、1990年代、2000年代和2010年代專輯仍排在人氣前10名的歌手之一；經過2010年至2014年的長時間停頓後，中森明菜發行的兩張合輯：《All Time Best: Original》和《All Time Best: Utahime Cover》，取得了商業上的成功。當前她的唱片公司屬Diva Records。

## 經歷
† 以下所有關於作品的原文名稱請參考作品列表。

### 早年生涯（1965年－1981年）
中森明菜出生於日本東京大田區一個多子的家庭；母親說她出生時像陽光一樣耀眼，所以稱她為「太陽之子」。她上有兩位哥哥與兩位姐姐，下有一位妹妹。出生後沒多久，全家就搬去了清瀨市。家裡經營肉舖，經濟情況並不太好。明菜從小就想要當歌星，因為那是母親的心願，而且也可以儘快改善家裡的經濟情況。自4歲起就隨同姐姐在「橫山昭子現代芭蕾工作室」學習芭蕾舞直到14歲，因此她具有相當長時間的芭蕾舞基礎，這在她日後的表演中可以顯而易見。
立志想當歌星的她在13歲那年（1978年）報名參加當時很受歡迎的歌星選拔節目《明星誕生！》，在決賽時選唱岩崎宏美的《擁抱夏天》（夏に抱れて），但是評審認為唱法與打扮過於成熟，並不適合她的年齡而將其淘汰。兩年後，在國中三年級的夏天，她又報名參加且進入決賽，即改為青春的路線，選唱了當紅的年輕偶像松田聖子的《裸足的季節》，卻仍然被評審認為與年齡不符合而落敗。1981年7月11日，不氣餒的她以剛隱退的偶像山口百惠的《梦境引路者》再度挑戰，這首歌的旋律與曲調適合她中低音的音質，結果得到身為評審員之一的中村泰士極高的評價，給出99分並說服其他評審員都倉俊一、松田トシ、阿久悠、森田公一等人提高分數，創下當時該節目開播以來最高記錄的392分，並且在隨後的決戰大會中得到最優勝賞以及11家經紀公司與唱片公司的「舉牌指名」。賽後在電視臺的引介下，決定分別與研音以及華納·先鋒（今日本華納音樂）簽下經紀合約與唱片合約，終於如願成為歌手。

### 青云时代（1982年－1984年）
在出道前，經紀公司與唱片公司給中森明菜安排了些訓練。本來有意為將她的藝名取為「森·阿斯娜」（森 アスナ），但是因為她不同意而作罷，決定還是沿用本名出道。後來中森到華納唱片公司位於美國洛杉磯的錄音室錄製第一張單曲《Slow Motion》（意为“慢动作”）與第一張專輯《Prologue 〈序幕〉》。
1982年5月1日，中森明菜正式出道，出道曲《Slow Motion》於同日正式發行。因為當時的日本流行樂壇時興帶點成人意味的風格，所以公司的宣傳文案形容她是「有些H的Milky女孩」。該單曲屬於節奏輕快，描述少女純情的歌曲。發行後的成績並不突出，在公信榜上最高只得到第30名，不過曾停留在榜上達39週之久，這對新人來說算是少見的現象。
同年7月28日發行的第二首單曲《少女A》，採用的是完全迥異於其他女偶像的叛逆路線，一開始還遭到中森怕被誤解為不良少女的因為強烈排斥；此外因為歌詞具有性暗示，曾遭到日本广播协会（NHK）禁播，並且引起話題而受到矚目，連帶使得銷售量大增，最高曾升到排行榜第五名，累計銷售量近40萬張。在當時以一個新人來說，這是十分亮眼的成績，所以她幾乎囊括當年日本的各大新人獎。由於此時中森的外型與曲風都與剛因結婚而退隱的「偶像女神」山口百惠十分接近，加上經紀公司也如此刻意地包裝，因此媒體與歌迷均視其為山口百惠的接班人，而這樣的情況使得中森的名氣迅速提高。同年11月10日發行的第三张單曲《Second Love》，雖然又回到與《Slow Motion》一樣的清純少女風格，但是一發行即刻登上排行榜第一名，銷售量高達76萬張，自此她在日本流行歌壇就佔有了一席之地。
接下來明菜陸續發行的單曲：《二分之一的神话》、《夕阳—黄昏来信—》、《禁区》等，就是不斷地在純情與叛逆兩種截然不同的風格之間反覆，這在當時也是少見的一種形象行銷包裝。其中《禁區》一曲更讓她首度受邀參加日本广播协会（NHK）《紅白歌合戰》节目，這也成為她連續六年參加該重要節目的開端。
中森明菜與當時的偶像男歌手近藤真彥本來是由媒體任意配對的銀幕情侶，但是後來兩人因為在1984年底拍攝電影《愛・旅立ち（愛之旅）》中飾演情侶時產生戀情，中森也曾經在該片的宣傳記者會上公開證實。由於兩人分別是當時最紅的人氣男、女偶像之一，因此這段戀情的發展一直備受公眾矚目。

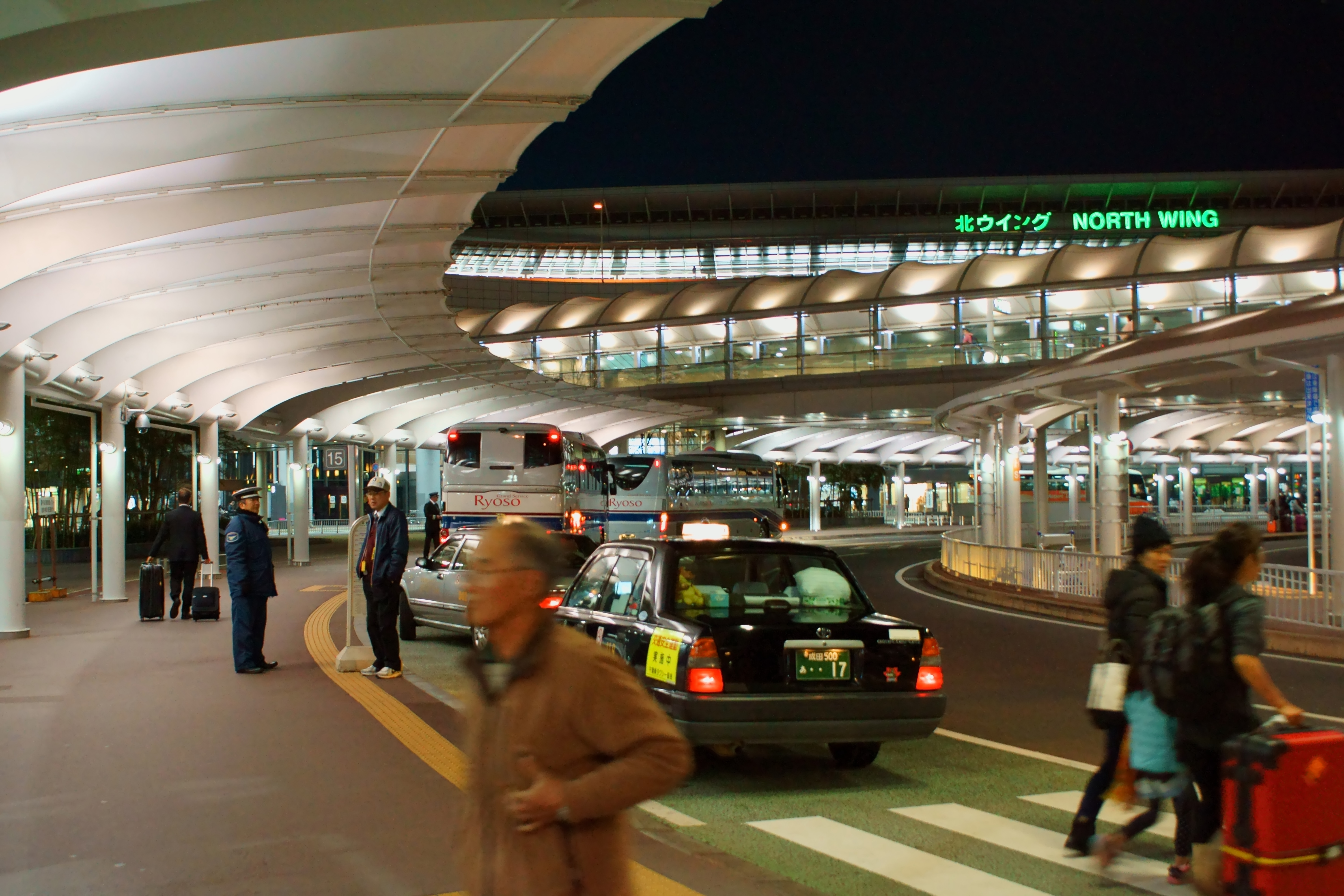
1984年单曲《北翼》的故事背景，日本成田国际机场北翼。

自1984年1月1日發行的《北翼》開始，中森開始進入了另一個階段，開始走較為成熟的路線，聽起來較為稚嫩的假音已經較少使用，而具特色的中低音開始頻繁出現，在外型上也擺脫了清純少女的裝扮。接下來的《南风》、《十戒（1984）》、《眼淚不是裝飾品》等不論在曲風、唱腔與造型都可以感覺到這樣的變化；而且這變化事實上也廣為歌迷所接受，均創下了相當亮眼的成績，在榜上的最高成績都是在第一或二位，發行的專輯成績也與單曲一樣地亮眼。其中歌詞難唱快如繞口令的《眼淚不是裝飾品》被視為是她的代表作之一。在這首歌中，在句尾刻意拉長的中長音非常飽和且穿透力十足，被普遍地稱為是「明菜顫音」的唱腔，在日後的作品中常常可以聽到。
在這段期間，中森明菜已成功地由玉女型的偶像歌手轉型為實力派的偶像明星，演藝事業正順利地蓬勃發展中。她低沉的唱腔及較為成熟、多樣的曲風與演出，使得她迥異其他以清純、可愛為主要風格的女歌手。同時，她與另一當紅的偶像歌星田聖子不論是唱片銷售成績或是外型打扮，常常被媒體拿來比較，歌迷之間也分為「明菜派」與「聖子派」，形成若有似無的競爭與較勁，在當時常常引起各種話題，並且延續至今。也大約從此時開始，中森對於選曲、舞蹈、服飾、造型等已經開始加入較多自己的意見，不像剛出道時由經紀人與唱片公司安排一切，甚至也開始參與日後唱片的製作。

### 巅峰时代（1985年－1989年）

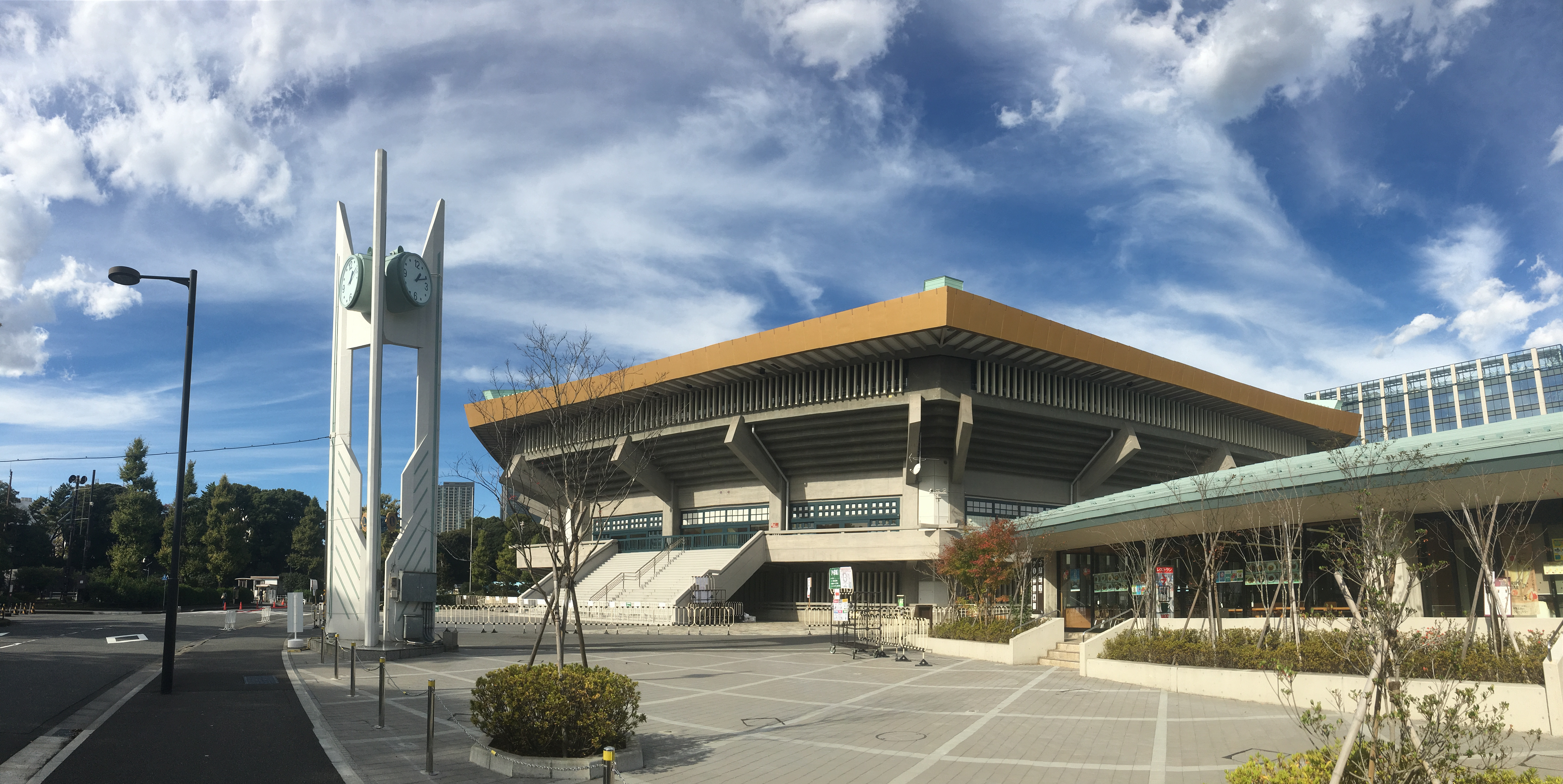
图为日本武道馆。中森明菜在此连续两年获得日本唱片大獎（大獎），成为該大獎史上首个连续两届获得大獎的女性。

1985年，中森的勁敵松田圣子於該年結婚後作品大幅減少，於是日本流行樂壇進入了“中森獨霸的時代”。1985年3月8日發行的《Meu amor é･･･》（意为“我的爱人”）也是其代表作之一。具有異國情調，以及拉丁、森巴的旋律，自此成為她的主要風格。這首歌曲使得她奪得了當年的日本唱片大獎，是當時該大獎史上最年輕的得獎者（20歲），也是第一位以流行歌曲取得該獎的個人女藝人，在那時之前得獎的歌曲都是歌謠曲與演歌，這在當時是日本流行樂壇的一件大事。
同年5月1日，與《Meu amoré》的旋律相同，但是歌詞不同的單曲《红鸟逃走了》亦取得排行榜第一位。接下來在同一年陸續發行的單曲《SAND BEIGE —向着沙漠—》與《SOLITUDE》（意为“孤独”）也都曾站上排行榜第一名。
1986年2月3日，推出了單曲《DESIRE —情热—》（又称，意为“慾望－情熱－”），累積銷售量達51萬多張，讓她再次獲得該年的日本唱片大獎，成為該大獎成立以來第二位連續獲得該獎的歌手，同時她也獲得該大獎的「最佳藝人獎」，以及第一屆日本金唱片大獎的「年度最佳藝人」的榮譽。當時中森取得日本各大流行音樂獎項，達到另一個事業的頂點。
同年8月11日，中森明菜自行擔任製作的專輯《不思議》發行後頗受爭議。這是一張充滿神秘、混沌、迷幻與靈異風格的專輯，而且不同於一般慣例的是其中沒有收錄任何一首已發行的單曲。整張作品的混音刻意地將人聲部分的音量大幅減低並經過特效處理，剛上市時使得有許多人誤以為是瑕疵品。雖然這是一張風格很特別的專輯，但是還是曾得過排行榜上第一名，銷售量達46萬張。
中森自開始參與唱片製作以來，在選曲上有自己獨特的看法。雖然她的歌曲裡不乏知名的作詞、作曲者如來生姐弟、細野晴臣、中島美雪、竹內瑪莉亞、飛鳥涼等，但是她不完全迷信這些知名的創作者，而常常大膽使用尚不具名氣的作者的作品，也因此她的單曲與專輯呈現多元化的風格，也常常會有令人意外的作品出現。
1987年，中森先推出了兩張單曲，分別是《TANGO NOIR》與《BLONDE》，仍然是先後登上排行榜第一名。
同年8月25日，她推出了首張英語專輯《Cross My Palm》。這張專輯收錄的全部以英語演唱的歌曲，而且作詞、作曲、編曲全部是外國人，嘗試挑戰海外音樂市場；中森為了錄製這張專輯曾事先努力地學習過英語發音，但是一般仍認為她的發音仍然不夠流利且帶有濃厚的腔調。雖然當初也曾宣告要以這張專輯進軍美國市場，不過因為缺乏唱片宣傳及知名度，這張專輯在美國的銷售並不好。儘管如此，日本國內的歌迷仍然很捧場，這張專輯如同以往依然獲得排行榜冠軍，並且也有近35萬張的銷售量，同時配合前往紐約拍攝的MV完成很時尚的音樂影像帶作品。
同年9月30日，中森明菜推出了另一首經典的單曲《難破船》，翻唱了原加藤登紀子自寫自唱的歌謡曲《難破船》，描述戀情就像是海中遇難的船隻而前途坎坷。由於詞曲哀怨悽美，在演譯這首歌時，經常不能自已而哽咽或流淚，非常真摯動人，也成為她的第16首冠軍歌曲。而幾乎也是從此時，中森的螢幕形象開始從開朗熱情而逐漸轉變為悲傷與成熟。
1988年，中森共推出了三張單曲與兩張專輯，但是成績與以前相比略為遜色。其中，單曲《AL-MAUJ （アルマージ）》與《TATTOO》是她出道之後除了第一張單曲《Slow Motion》之外，首度銷售量跌破30萬張的單曲，而且是連續兩張。接下來發行的《I MISSED "THE SHOCK"》最高只得到排行榜第三位，更是中止了自1984年來連續14張單曲均曾取得第一位的記錄。此外，3月份發行的專輯《Stock》是收集了過去未發行為單曲唱片的候補歌曲，是銷量第一次低於40萬張的唱片專輯（除了英語專輯《Cross My Palm》外），榜上最好也只有升到第二名。另一張在8月發行的《Femme Fatale》專輯銷量更是跌到30萬張以下。
於此同時，除了與近藤之間不順利的戀情之外，因為樹大招風，媒體也報導過一些關於她的負面傳聞。原本出道為演員的妹妹中森明穗在中森明菜事先不知情的情況下發行裸體寫真集、父親的事業不順、母親身體欠安……，這一連串的事件使得她進入了人生的低潮。此時她的身形很明顯地在快速地消瘦，於公開場合出現時也大多呈現灰暗的神情。
1989年是關鍵的一年。4月25日中森推出了單曲唱片《LIAR》，並重回單曲排行榜第一位，並於4月28日舉行了兩天的八週年紀念演唱會。7月11日，就在新專輯《CRUISE》發行的前兩週，被報導她在藝人近藤真彥的住處割腕自殺；收到其通知的近藤緊急返家並將其送醫後獲救。雖雙方至今仍未完整說明自殺的原因，但輿論大多認為是與近藤真彥當時同時和他人交往有關。
事件發生後，中森就未曾公開露面過，不過新專輯《CRUISE》仍如期在7月25日發行。該專輯除了仍得過排行榜第一名外，銷售量也回到40萬張之上。
同年12月31日除夕當天，中森與近藤突然聯合舉行記者會。中森除了簡單說明因一時的情緒做出自殺傻事外，也哽咽向社會表達道歉。而在記者的追問下，近藤對兩人的戀情問題一直未做正面的答覆，僅表示會繼續演藝事業。但當記者問到兩人是否有結婚或訂婚的打算，近藤並沒有答覆，對於兩人之間的交往也予以否定。這一記者會所造成的風波及種種疑點，媒體稱為「金屏風事件」。

### 失落十年（1990年－2001年）
在休息了一陣子之後，中森明菜於1990年7月17日推出了復出後的第一支單曲《Dear Friend》，旋律輕快明亮，充滿夏季愉悅明朗的風情，其造型也刻意走開朗路線，銷售量高達54萬多張。11月6日，發行單曲《插在水中的花》，卻又突然返回與《難破船》一樣是哀愁與悲情的曲風，而這也是她至目前為止最後一首曾登上排行榜第一名的單曲。
這段時間發生了她與經紀公司及唱片公司的合約糾紛，也傳出一些金錢上的問題。此外，近藤真彥亦在此時宣布與圈外女友的婚期，一連串的不順利與壓力使得中森開始大量地抽煙與酗酒，使得她的嗓子開始變糟，同時體重也明顯地下降得更多。
1990年，中森明菜決定不與當初一手打造她的研音續約，而後陸續與兩家新的經紀公司合作過，最後於1993年開設自己的經紀公司。1991年在發行單曲《二人静 —「天河传说杀人事件」》之後，中森也與華納唱片中止了近10年來的合作關係，轉而跟MCA Victor簽下唱片合約。
自此之後，中森明菜的唱片銷售成績就與之前的相去甚遠。所發行的單曲與專輯停留在排行榜上的時間都不長，名次也僅偶而進入前二十名，銷售量也大不如前。另外，亦發生她的新男友，也就是她的新經紀人，只是在利用她賺錢的事情。1995年母親的去世對她更是另一個重大打擊。
不過，在這段期間她亦擴張自己的演藝領域。除了參與多部電視劇的演出之外，在1994年曾發行過一張翻唱專輯《歌姬》，選曲以70至80年代的日本流行抒情歌曲為主，推出後有不錯的成績。
雖然中森於1997年離開MCA Victor唱片公司，於1998年改投入高斯娛樂（ガウス エンターテインメント）旗下，企圖東山再起，但是各種負面的新聞仍然不斷，甚至在2000年因為高斯娛樂拒絕再與她續約而傳出她可能要退休的消息。1999年12月1日離開高斯前同時發行的最後一張單曲《相信我》與專輯《毅力》更是分別創下了5千張與4千多張的新低記錄。
1999年，台灣發生921大地震，臺裔日本籍歌星翁倩玉發起慈善演唱會，中森明菜受邀參加，並演唱了《Dear Friend》。
在2000年與2001年這段期間，中森明菜並沒有與任何一間唱片公司有合約，因此除了曾在2001年5月31日曾透過網路下載服務（@ease）發行過一首單曲《It's brand new day》之外，並沒有任何新的作品發表，只舉辦過兩次演唱會與固定每年一次的晚宴表演。

### 平稳时代（2002年至今）
2002年，在MCA（原MCA Victor）被日本環球音乐併購後沒多久，正值出道20週年的中森明菜宣布加入日本環球音乐。在加入日本環球音乐後，於一年之內曾發行過兩張單曲與兩張專輯。另外亦延續1994年的《歌姬》專輯，再推出了《歌姬2》與《歌姬3~終幕》兩張翻唱專輯。其中在《歌姬2》這張專輯中因為翻唱了松田聖子的《瑠璃色的地球》（瑠璃色の地球），以及光頭造型的封面照片，而讓人議論紛紛，而銷售量也出乎意料地好。為這兩張專輯的成績不凡，她出現在暌違14年的紅白歌唱大賽。
2003年7月31日，中森明菜初次到臺灣，受邀擔任第14屆金曲獎的頒獎人。
2004年至2006年，中森共推出了四張單曲與一張專輯。2006年6月，與製造商大一商會合作推出了以她為主題的機種「CR中森明菜·歌姬傳說」。
2007年6月27日，第一次嘗試推出演歌作品，發行演歌翻唱專輯《艷華》，曲目由歌迷上網投票決定。此專輯獲得了當年的日本唱片大賞企畫賞。
2010年10月28日，其經紀公司在官網上宣佈中森明菜因為疲勞過度，造成免疫力下降，因此暫時停止演藝活動。
2014年7月，經過近4年的休養，中森明菜宣佈復出，並於8月推出兩張精選輯。2014年12月31日以特別企劃（並非紅組歌手）身份參加日本第65回NHK紅白歌合戰在美國紐約錄音室演唱Rojo Tierra（紅色大地）日文新曲。
2016年12月，中森明菜再作公眾表演，於日本各地酒店舉辦共10場晚宴演出，並特設於東京都台場舉行會員限定首場演出。
2017年11月13日起，中森明菜於日本各地酒店，舉辦及演出共18場《AKINA NAKAMORI DINNER SHOW 2017 CLUB NIGHT》。
2019年5月27日，妹妹中森明穗因肝硬化逝世，享年52歲。
2022年7月9日，日本广播协会（NHK）電視台在免費頻道播放中森明菜1989年出道8周年戶外演唱會的實況專輯《AKINA EAST LIVE INDEX-XXIII》。 節目開播約20分鐘後，「中森明菜」一詞成為推特日本趨勢的第一位，結果再次顯示出公眾對中森明菜的高度關注。此實況專輯在2023年4月及5月以4K高解析度於日本全國各大戲院公映 （页面存档备份，存于）。
2022年8月30日，中森明菜創立個人推特 （页面存档备份，存于），並宣布將正式復出並創立個人事務所HZ VILLAGE。
2023年4月10日，中森於HZ VILLAGE建立的官方網站 （页面存档备份，存于）中，推出會員專享的Aldea Radio。第一回內容是21分鐘的收音機清談節目，她讀出最近從歌迷收集到的問題，並分享她的喜好、經歷、和對歌迷的鼓勵。
2023年12月24日，中森宣布開設官方YouTube頻道。
2024年6月至7月，位於中森成長的東京都清瀨市，其西武池袋線的清瀨車站舉行了啟用100週年的推廣活動。上下行月台的出發旋律分別改為中森不同的歌曲；而在該站周圍的三個地點，亦安裝了印有中森明菜官方近照以及親筆書寫祝賀歡迎語的展示板。
2024年7月12至14日，中森明菜再作公眾表演，於東京舉行5場歌迷會會員限定的《ALDEA Bar at Tokyo》演出，其中2場於她的59歲生日當天舉行。  同年12月27至28日，中森於相同場地追加4場同樣是歌迷會會員限定的公演。
2024年7月15日，中森把5首全新灌錄﹑爵士樂版本的自我翻唱歌曲，在實體唱片未推出前，於網絡的音樂串流及下載平台作全球發行。
2024年11月20日，已解散組合SMAP的成員香取慎吾發行了與中森明菜合唱的作品＜TATTOO (feat. 中森明菜)＞，為中森自2000年與《第二次戀愛》的作詞人来生孝夫推出該曲的合唱版本後，再次推出自身歌曲的合唱版本。
2024年12月15日，長達4小時10分鐘的特別節目《中森明菜的All Time Request》在日本放送廣播電台播出。今年中森以主角身分出現（她的談話是預先錄製的），節目主持在直播期間讀出點唱來信及接聽點唱電話。在節目中，中森收到了來自她非常敬重的芳村真理的錄音鼓勵訊息，中森含淚對芳村的體貼表示感謝。
2025年4月19及20日，中森在日本大分體育公園舉辦的戶外音樂節Jigorock 2025～大分「地獄極樂」搖滾音樂節中登場演出，演唱4首自身歌曲。這是中森出道以來第一次參加戶外音樂節的演出。
2025年5月1日，向中森明菜音樂生涯致敬企劃的先行項目、首次推出的致敬專輯《明響》在她出道43周年紀念日發行。同日傍晚，「中森明菜致敬演唱會 《明響》」在東京舉行，在安可環節中，中森在觀眾席現身，於歡呼聲中向觀眾揮手。
2025年7月12至16日，中森再於去年相同場地，舉行9場歌迷會會員限定的《ALDEA Bar at Tokyo》演出，其中2場於她的60歲生日當天舉行。
2025年8月8日，中森宣布開設官方Instagram戶口。

## 音樂作品

### 單曲
| 順序 | 發行日期       | 原文名稱                   | 曲名含义                                      | 唱片公司    | 公信榜成績 | 公信榜成績 | 備註 |
| 順序 | 發行日期       | 原文名稱                   | 曲名含义                                      | 唱片公司    | 名次       | 銷售量     | 備註 |
| ---- | -------------- | -------------------------- | --------------------------------------------- | ----------- | ---------- | ---------- | --- |
| 1    | 1982年5月1日   |                            | Slow Motion （慢動作）                        | 華納·先鋒   | 30         | 174,000    | 第一張單曲。 |
| 2    | 1982年7月28日  |                            | 少女A                                         | 華納·先鋒   | 5          | 396,000    | |
| 3    | 1982年11月10日 |                            | Second Love （第二次恋爱）                    | 華納·先鋒   | 1          | 766,000    | 首張登上第一名的單曲；出道至今銷售量最高的單曲。 |
| 4    | 1983年2月23日  |                            | 二分之一的神話                                | 華納·先鋒   | 1          | 573,000    | |
| 5    | 1983年6月1日   |                            | Twilight－黄昏来信－ （夕陽－黃昏時的來信－） | 華納·先鋒   | 2          | 430,000    | |
| 6    | 1983年9月7日   |                            | 禁區                                          | 華納·先鋒   | 1          | 511,000    | |
| 7    | 1984年1月1日   |                            | 北翼                                          | 華納·先鋒   | 2          | 614,000    | 第26屆日本唱片大獎最優秀明星賞、金賞。 |
| 8    | 1984年4月11日  |                            | Southern Wind （南風）                        | 華納·先鋒   | 1          | 549,000    | |
| 9    | 1984年7月25日  |                            | 十戒（1984）                                  | 華納·先鋒   | 1          | 611,000    | |
| 10   | 1984年11月14日 |                            | 眼淚不是裝飾品                                | 華納·先鋒   | 1          | 625,000    | |
| 11   | 1985年3月8日   |                            | 我的愛……                                      | 華納·先鋒   | 1          | 631,000    | 第27屆日本唱片大獎。 |
| 12   | 1985年6月19日  |                            | 沙棕色－沙漠－                                | 華納·先鋒   | 1          | 461,000    | |
| 13   | 1985年10月9日  | SOLITUDE                   | 孤獨                                          | 華納·先鋒   | 1          | 336,000    | |
| 14   | 1986年2月3日   |                            | 慾望－情熱－                                  | 華納·先鋒   | 1          | 516,000    | 第28屆日本唱片大獎、第1屆日本金唱片大獎最佳日語單曲大賞。 |
| 15   | 1986年5月26日  |                            | Gypsy Queen （吉普賽皇后）                    | 華納·先鋒   | 1          | 357,580    | |
| 16   | 1986年9月25日  | FIN                        | 結束                                          | 華納·先鋒   | 1          | 318,300    | |
| 17   | 1987年2月4日   | TANGO NOIR                 | 黑色探戈                                      | 華納·先鋒   | 1          | 348,060    | 第2屆日本金唱片大獎最佳日語單曲。 |
| 18   | 1987年6月3日   | BLONDE                     | 金髮女郎                                      | 華納·先鋒   | 1          | 301,420    | |
| 19   | 1987年9月30日  |                            | 遇难船                                        | 華納·先鋒   | 1          | 412,960    | 第29屆日本唱片大獎金賞、第2屆日本金唱片大獎最佳日語單曲。 |
| 20   | 1988年1月27日  |                            | 飄蕩                                          | 華納·先鋒   | 1          | 296,590    | |
| 21   | 1988年5月18日  | TATTOO                     | 紋身                                          | 華納·先鋒   | 1          | 296,750    | 第30屆日本唱片大賞金賞。 |
| 22   | 1988年11月1日  | I MISSED "THE SHOCK"       | 錯過衝擊                                      | 華納·先鋒   | 3          | 311,150    | 中止自《禁區》以來連續14張第一名單曲的記錄。 |
| 23   | 1989年4月25日  | LIAR                       | 騙子                                          | 華納·先鋒   | 1          | 274,670    | |
| 24   | 1990年7月17日  | Dear Friend                | 親愛的朋友                                    | 華納·先鋒   | 1          | 547,880    | 自殺事件復出後第一張單曲 |
| 25   | 1990年11月6日  |                            | 插在水中的花                                  | 華納·先鋒   | 1          | 339,760    | 日本電視《週三長篇劇場》的主題曲；至目前為止最後一次得到第一名的單曲。                                                                                       |
| 26   | 1991年3月25日  |                            | 二人靜                                        | 華納·先鋒   | 3          | 483,670    | 電影《天河傳說殺人事件》的主題曲。 |
| 27   | 1993年5月21日  | Everlasting Love           | 不朽的愛                                      | MCA Victor  | 10         | 129,280    | 雙A面。 |
| 27   | 1993年5月21日  | NOT CRAZY TO ME            | 別為我著迷                                    | MCA Victor  | 10         | 129,280    | 雙A面。 |
| 28   | 1994年3月24日  |                            | 單相思                                        | MCA Victor  | 17         | 133,880    | 雙A面。 |
| 28   | 1994年3月24日  | 愛撫                       |                                               | MCA Victor  | 17         | 133,880    | 雙A面。 |
| 29   | 1994年9月2日   |                            | 夜的某處 ～夜的輪迴～                         | MCA Victor  | 14         | 118,030    | 日本電視新聞節目《日本新聞網歷史上的今天》的片尾曲。 |
| 30   | 1994年10月5日  |                            | 月華                                          | MCA Victor  | 8          | 137,360    | |
| 31   | 1995年6月21日  |                            | 原始，女人是太陽                              | MCA Victor  | 15         | 100,160    | |
| 32   | 1995年11月1日  | Tokyo Rose                 | 東京玫瑰                                      | MCA Victor  | 32         | 35,730     | |
| 33   | 1996年8月7日   |                            | 月之光影－吠月                                | MCA Victor  | 14         | 112,480    | |
| 34   | 1997年2月21日  | APPETITE                   | 慾望                                          | MCA Victor  | 46         | 29,350     | |
| 35   | 1998年2月11日  |                            | 回家 ～永遠難忘～                             | THIS ONE    | 19         | 94,870     | 日本電視／讀賣電視連續劇《冷月》的主題曲。 |
| 36   | 1998年5月21日  |                            | 今夜流星                                      | THIS ONE    | 12         | 12,000     | |
| 37   | 1998年9月23日  |                            | 躊躇不定                                      | THIS ONE    | 40         | 10,410     | 東京放送連續劇《39歳的秋天》的主題曲。 |
| 38   | 1999年1月21日  |                            | 奧菲莉亞                                      | THIS ONE    | 20         | 38,450     | 日本電視／讀賣電視連續劇《暗夜邊緣》的片尾曲。 |
| 39   | 1999年12月1日  | Trust Me                   | 相信我                                        | THIS ONE    | 57         | 4,610      | |
| 40   | 2001年5月31日  | It's brand new day         | 嶄新的日子                                    | @ease       | -          | -          | |
| 41   | 2002年5月2日   | The Heat ～musica fiesta～ | 高熱～音樂祭～                                | KITTY MME   | 20         | 14,690     | 東京放送深夜節目《WONDERFUL》之五月份片尾曲。 |
| 42   | 2003年4月30日  | Days                       | 日子                                          | 環球J       | 30         | 10,095     | 東京電視連續劇《女人、愛與神秘》之片尾曲。 |
| 43   | 2004年5月12日  |                            | 紅花                                          | 歌姬唱片    | 40         | 5,135      | |
| 44   | 2004年7月7日   |                            | 就像初次見面的那一天                          | 歌姬唱片    | 50         | 6,239      | |
| 45   | 2005年12月7日  |                            | 落花流水                                      | 環球·西格瑪 | 43         | 5,005      | 東京電視新春長篇時代劇《天下騷亂～德川三代的陰謀》的主題曲。                                                                                                 |
| 46   | 2006年5月17日  |                            | 花飛舞                                        | 環球·西格瑪 | 23         | 10,352     | 日本電視連續劇《芭蕾舞蹈家》的主題曲。 |
| 47   | 2009年9月23日  |                            | 歌姬單曲版                                    | 環球·西格瑪 | 50         | 1,220      | 為專輯《DIVA》發行一個月之後，專輯內同名樂曲《DIVA》之重新編曲。中森第一次將單曲發行於專輯之後。                                                             |
| 48   | 2010年7月13日  |                            | 瘋狂之愛                                      | 環球·西格瑪 | -          | -          | 為推廣以中森為主題的彈珠機機種「CR中森明菜·歌姬傳說～如果是第二次戀愛～」而推出的原創單曲，只提供數位下載銷售。                                              |
| 49   | 2015年1月21日  |                            | 赤色大地                                      | 環球日本    | 8          | -          | 於2014年12月31日在美國錄音室為第65回紅白歌合戰作直播演出。                                                                                                   |
| 50   | 2015年9月30日  |                            | 無可挽回                                      | 環球日本    | 20         | -          | 中森踏入50歲發行的第50張單曲。《unfixable》是1987年原創專輯《握住我的手》後再以全英語灌錄的歌曲。                                                            |
| 51   | 2016年2月24日  |                            | 癒心者－當女人沉睡時－                        | 環球日本    | 32         | -          | 專輯《FIXER》同名歌曲混音版本，以全英語灌錄，2016年上映日本電影《當女人沉睡時》的宣傳曲。同輯的雙A面曲目《飄動搖曳－櫻花－》是中森第一首以櫻花為主題的單曲。 |

### 特別發行單曲
| 順序 | 發行日期       | 原文名稱 | 曲名含义                            | 唱片公司  | 公信榜成績 | 公信榜成績 | 備註                                                                                         |
| 順序 | 發行日期       | 原文名稱 | 曲名含义                            | 唱片公司  | 名次       | 銷售量     | 備註                                                                                         |
| ---- | -------------- | -------- | ----------------------------------- | --------- | ---------- | ---------- | -------------------------------------------------------------------------------------------- |
| 1    | 1984年12月15日 |          | 北翼／疊句                          | 華納·先鋒 | -          | -          | 以《疊句》取代將原B面單曲《淚珠狀的耳環》並以雙A面形式重新發行。銷售成績與原來版本合併計算。 |
| 2    | 1985年5月1日   |          | 紅鳥脫逃                            | 華納·先鋒 | 1          | 354,000    | 《我的愛》的另一個版本。                                                                     |
| 3    | 1986年11月10日 |          | Nonfiction Ecstasy （非虛構的狂喜） | 華納·先鋒 | 1          | 62,000     | 唯一以卡帶形式發行的單曲。                                                                   |

### 原創專輯
| 順序 | 發行日期       | 原文名稱          | 专辑名含义           | 唱片公司    | 公信榜成績 | 公信榜成績 | 備註                                             |
| 順序 | 發行日期       | 原文名稱          | 专辑名含义           | 唱片公司    | 名次       | 銷售量     | 備註                                             |
| ---- | -------------- | ----------------- | -------------------- | ----------- | ---------- | ---------- | ------------------------------------------------ |
| 1    | 1982年7月1日   |                   | Prologue （序幕）    | 華納·先鋒   | 5          | 453,000    | 出道後的首張專輯。                               |
| 2    | 1982年10月27日 |                   | Variation （變奏曲） | 華納·先鋒   | 1          | 743,000    |                                                  |
| 3    | 1983年3月23日  |                   | Fantasy （幻想曲）   | 華納·先鋒   | 1          | 616,000    |                                                  |
| 4    | 1983年8月10日  |                   | 新的明菜 异乡人      | 華納·先鋒   | 1          | 482,000    | 第25屆日本唱片大賞最佳十張專輯。                 |
| 5    | 1984年5月1日   | ANNIVERSARY       | 週年紀念             | 華納·先鋒   | 1          | 476,000    |                                                  |
| 6    | 1984年10月10日 | POSSIBILITY       | 可能性               | 華納·先鋒   | 1          | 623,000    |                                                  |
| 7    | 1985年4月3日   | BITTER AND SWEET  | 苦與甜               | 華納·先鋒   | 1          | 556,000    |                                                  |
| 8    | 1985年8月10日  | D404ME            | D404ME               | 華納·先鋒   | 1          | 651,000    | 第27屆日本唱片大賞優秀專輯賞。                   |
| 9    | 1986年8月11日  |                   | 不思議               | 華納·先鋒   | 1          | 464,000    |                                                  |
| 10   | 1986年12月24日 | CRIMSON           | 深紅色               | 華納·先鋒   | 1          | 601,000    | 第29屆日本唱片大賞優秀專輯賞。                   |
| 11   | 1987年8月25日  | Cross My Palm     | 命運占卜             | 華納·先鋒   | 1          | 348,000    |                                                  |
| 12   | 1988年3月3日   | Stock             | 庫存                 | 華納·先鋒   | 2          | 395,000    |                                                  |
| 13   | 1988年8月3日   | Femme Fatale      | 蛇蠍美人             | 華納·先鋒   | 1          | 269,000    |                                                  |
| 14   | 1989年7月25日  | CRUISE            | 巡航                 | 華納·先鋒   | 1          | 403,000    |                                                  |
| 15   | 1993年9月22日  | UNBALANCE+BALANCE | 平衡與不平衡         | MCA Victor  | 4          | 186,000    |                                                  |
| 16   | 1995年7月21日  | la alteracion     | 蛻變                 | MCA Victor  | 7          | 149,000    |                                                  |
| 17   | 1997年3月21日  | SHAKER            | 搖擺                 | MCA Victor  | 14         | 44,000     |                                                  |
| 18   | 1998年6月17日  | SPOON             | 談情說愛             | THIS ONE    | 17         | 23,000     |                                                  |
| 19   | 1999年12月1日  | will              | 信念                 | THIS ONE    | 52         | 5,000      |                                                  |
| 20   | 2002年5月22日  | Resonancia        | 回聲                 | KITTY MME   | 15         | 31,000     |                                                  |
| 21   | 2003年5月14日  | I hope so         | 希望如此             | 環球J       | 15         | 18,000     |                                                  |
| 22   | 2006年6月21日  | DESTINATION       | 完美旅程             | 環球·西格瑪 | 20         | 10,272     |                                                  |
| 23   | 2009年8月26日  | DIVA              | 歌姬                 | 環球·西格瑪 | 29         |            |                                                  |
| 24   | 2015年12月30日 | FIXER             | 癒心者               | 環球日本    | 7          |            |                                                  |
| 25   | 2017年11月8日  | 明菜              | 明菜                 | 環球日本    | 9          |            | 出道35周年紀念作品，與翻唱專輯《Cage》同日推出。 |

### 特別版／迷你版專輯
| 順序 | 發行日期       | 原文名稱       | 专辑名含义 | 唱片公司   | 公信榜成績 | 公信榜成績 | 備註                                                 |
| 順序 | 發行日期       | 原文名稱       | 专辑名含义 | 唱片公司   | 名次       | 銷售量     | 備註                                                 |
| ---- | -------------- | -------------- | ---------- | ---------- | ---------- | ---------- | ---------------------------------------------------- |
| 1    | 1982年12月24日 | Seventeen      | 十七歲     | 華納·先鋒  | 1          | 142,000    | 只收錄之前發行過的四首歌曲，每首歌均附帶自己的評註。 |
| 2    | 1984年12月21日 | SILENT LOVE    | 沉默的愛   | 華納·先鋒  | 1          | 283,000    | 耶誕節特別企畫。                                     |
| 3    | 1985年12月21日 | MY BEST THANKS | 由衷致謝   | 華納·先鋒  | 1          | 295,000    | 耶誕節特別企畫。                                     |
| 4    | 1987年5月1日   | CD'87          | CD'87      | 華納·先鋒  | 1          | 160,000    | 第一屆日本金唱片大賞得獎紀念專輯。                   |
| 5    | 1988年6月1日   | Wonder         | 驚奇       | 華納·先鋒  | 2          | 118,000    | 收錄《不思議》的遺珠作品，其他歌曲皆為重唱重編版本。 |
| 6    | 1996年12月18日 | VAMP           | 即興演出   | MCA Victor | 30         | 32,000     | 耶誕節特別企畫。                                     |

### 精選輯
| 順序 | 發行日期       | 原文名稱                               | 名称含义                                                   | 唱片公司     | 公信榜成績 | 公信榜成績 | 備註 |
| 順序 | 發行日期       | 原文名稱                               | 名称含义                                                   | 唱片公司     | 名次       | 銷售量     | 備註 |
| ---- | -------------- | -------------------------------------- | ---------------------------------------------------------- | ------------ | ---------- | ---------- | --- |
| 1    | 1983年12月21日 |                                        | 精典明菜 回憶錄                                            | 華納·先鋒    | 1          | 665,000    | |
| 2    | 1986年4月1日   | BEST                                   | 最佳精選                                                   | 華納·先鋒    | 1          | 772,000    | 出道時第一首單曲《慢動作》到第13首《孤獨》之單曲合輯。第1屆日本金唱片大賞最佳日語專輯大賞。 |
| 3    | 1988年12月24日 | BEST II                                | 最佳精選II                                                 | 華納·先鋒    | 1          | 800,800    | 第14首發行單曲《慾望－情熱－》至第22首《錯過衝擊》之單曲合輯；出道至今銷售量最高的專輯。 |
| 4    | 1992年11月10日 | BEST III                               | 最佳精選III                                                | 華納·先鋒    | 6          | 156,000    | 第23首發行單曲《騙子》至第26首《二人靜》與部分B面單曲之合輯。 |
| 5    | 1995年12月6日  | true album akina 95 best               | 明菜95年真實精選專輯                                       | MCA Victor   | 16         | 86,000     | 主要收錄華納·先鋒時代的重唱重編單曲。 |
| 6    | 2002年12月4日  |                                        | 中森明菜～歌姬二十年                                       | 環球日本     | 8          | 83,000     | 收錄華納·先鋒時代的重唱重編單曲。 |
| 7    | 2006年1月11日  | BEST FINGER 25th anniversary selection | 25週年精選輯                                               | 環球·西格瑪  | 29         | 15,000     | 部份歌曲為重唱版本。 |
| 8    | 2007年3月28日  |                                        | 最佳抒情～25週年精選～                                     | 環球·西格瑪  | 13         | 26,610     | |
| 9    | 2008年2月27日  |                                        | 歌姫傳説 〜90年代精選〜                                    | 環球·西格瑪  | 37         |            | |
| 10   | 2012年7月11日  |                                        | 情歌與快歌精選                                             | 環球日本     |            |            | 非公認精選輯。部份歌曲重新編曲及收錄中森當年灌錄單曲的其他版本。 |
| 11   | 2014年8月6日   |                                        | 歷代原唱精選                                               | 環球日本     | 3          |            | 收錄歷代唱片公司歌曲的精選輯。最後一曲《SWEET RAIN》從未收錄在其他專輯。 |
| 12   | 2025年5月2日   |                                        | 中森明菜致敬專輯 “明響” 雙CD豪華版【附有中森明菜精選專輯】 | 日本華納音樂 | 12         |            | 向中森明菜音樂生涯致敬的企劃第一炮，首次推出的致敬專輯在她出道43周年紀念日發行。收錄了13首由不同年代年齡及性別歌手重新演繹的明菜歌曲，豪華雙CD版本包含與致敬專輯相同曲目及順序、明菜原唱版本的精選專輯。 |

† 華納唱片與MCA Victor在與中森明菜解約後均還有發行許多中森沒有直接或間接參與的精選輯與合輯，這些並不在列表中。

### 演唱會實況專輯
| 順序 | 發行日期       | 原文名稱                    | 名称含义                                          | 唱片公司     | 公信榜成績 | 公信榜成績 | 備註 |
| 順序 | 發行日期       | 原文名稱                    | 名称含义                                          | 唱片公司     | 名次       | 銷售量     | 備註 |
| ---- | -------------- | --------------------------- | ------------------------------------------------- | ------------ | ---------- | ---------- | --- |
| 1    | 1989年11月17日 | AKINA EAST LIVE INDEX-XXIII | 明菜 EAST劇場 演唱會 索引-23                      | 華納·先鋒    | 6          | 175,000    | 收錄1989年在讀賣樂園举办的「AKINA EAST LIVE INDEX-XXIII」（明菜 EAST劇場 演唱會 索引-23）實況。                                               |
| 2    | 1991年11月28日 | Listen to Me                | 聽我唱                                            | 日本華納音樂 | 5          | 183,000    | 收錄1991年之「夢 '91 中森明菜特別演唱會」實況。                                                                                               |
| 3    | 2025年5月1日   |                             | 中森明菜歌迷會現場演出「ALDEA Bar at Tokyo 2024」 | 日本華納音樂 | 3          |            | 音源為2025年7月13日歌迷會現場演出「ALDEA Bar at Tokyo 2024」的演唱會實況，收錄在3枚組完全生産限定套裝（影片光碟＋音樂唱片）中，不作獨立發售。 |

### 翻唱專輯
| 順序 | 發行日期       | 原文名稱 | 名称含义                 | 唱片公司    | 公信榜成績 | 公信榜成績 | 備註                                                                                      |
| 順序 | 發行日期       | 原文名稱 | 名称含义                 | 唱片公司    | 名次       | 銷售量     | 備註                                                                                      |
| ---- | -------------- | -------- | ------------------------ | ----------- | ---------- | ---------- | ----------------------------------------------------------------------------------------- |
| 1    | 1994年3月24日  |          | 歌姬                     | MCA-VICTOR  | 5          | 139,000    |                                                                                           |
| 2    | 2002年3月20日  |          | 歌姬2                    | KITTY MME   | 10         | 230,000    |                                                                                           |
| 3    | 2003年12月3日  |          | 歌姬3～終幕              | 環球J       | 25         | 31,000     |                                                                                           |
| 4    | 2004年12月1日  |          | 歌姬全套裝               | 環球        | 158        | 2,000      | 「歌姬」系列合輯，但是第一張《歌姬》有重編曲。                                            |
| 5    | 2007年1月17日  |          | 25週年歌姬最佳精選       | 環球·西格瑪 | 9          | 43,491     |                                                                                           |
| 6    | 2007年6月27日  |          | 艷華                     | 環球·西格瑪 | 10         | 61,412     | 第一張嘗試演歌的作品。以首發限定版A、B與普通版三種版本發行。                              |
| 7    | 2008年12月24日 |          | 民謠～歌姬抒情歌         | 環球·西格瑪 | 30         |            |                                                                                           |
| 8    | 2009年6月24日  |          | 氣氛歌謠～歌姬昭和名曲集 | 環球·西格瑪 | 30         |            |                                                                                           |
| 9    | 2009年7月29日  |          | 民謠2～歌姬哀翔歌        | 環球·西格瑪 | 33         |            |                                                                                           |
| 10   | 2014年8月6日   |          | 歷代翻唱精選 -歌姬-      | 環球日本    | 7          |            |                                                                                           |
| 11   | 2015年1月28日  |          | 歌姬4－我的班尼迪蛋－    | 環球日本    | 5          |            | 封面照片為明菜親自烹調的班尼迪蛋。此專輯集中翻唱70年代後期至2000年代發表的歌曲。          |
| 12   | 2016年11月30日 |          | 假像                     | 環球日本    | 8          |            | 此專輯集中翻唱70年代至2000年代發表的搖滾歌曲。                                            |
| 13   | 2016年12月21日 |          | 假像 + 吸血鬼            | 環球日本    |            |            | 聖誕限量版，包括Belie及Vampire兩張唱片。Vampire是12吋黑膠唱片，收錄6首與Belie不同的歌曲。 |
| 14   | 2017年11月8日  | Cage     | 籠中舞                   | 環球日本    | 8          |            | 出道35周年紀念作品，與原唱專輯《明菜》同日推出。翻唱多首80年代的迪斯可舞曲。              |

† 以上銷售成績來自於公信榜之「you大樹」網站（页面存档备份，存于）。

## 影像作品
| 順序 | 發行日期       | 原文名稱 | 中譯名稱                                           | 發行公司     | 類別                 |
| ---- | -------------- | -------- | -------------------------------------------------- | ------------ | -------------------- |
| 1    | 1983年10月12日 |          | 新的明菜 异乡人 中森明菜在欧洲                     | 日本華納     | 音樂錄影帶合輯       |
| 2    | 1985年5月1日   |          | 初次見面 中森明菜                                  | 日本華納     | 音樂錄影帶合輯       |
| 3    | 1985年12月10日 |          | 「苦與甜」1985夏季巡迴演唱會                       | 日本華納     | 演唱會實況           |
| 4    | 1987年12月21日 |          | 命運占卜                                           | 日本華納     | 音樂錄影帶合輯       |
| 5    | 1989年11月28日 |          | 明菜EAST劇場演唱會索引23                           | 日本華納     | 演唱會實況           |
| 6    | 1992年7月25日  |          | 夢 '91 中森明菜特別演唱會                          | 日本華納     | 演唱會實況           |
| 7    | 1993年8月25日  |          | 1987年「一百天」演唱會實況                         | 日本華納     | 演唱會實況           |
| 8    | 1993年8月25日  |          | 1988年「魔女」演唱會實況                           | 日本華納     | 演唱會實況           |
| 9    | 1995年3月24日  |          | 「歌姬」演唱會巴而可劇院實況                       | MCA-VICTOR   | 演唱會實況           |
| 10   | 1997年9月22日  |          | 1997年中森明菜「幸福」演唱會                       | MCA-VICTOR   | 演唱會實況           |
| 11   | 2001年9月27日  |          | 2001年中森明菜20週年紀念演唱會「嶄新的一天」       | 德間日本     | 演唱會實況           |
| 12   | 2002年7月10日  |          | 熱情                                               | 環球·西格瑪  | 音樂錄影帶合輯       |
| 13   | 2002年12月4日  |          | 2002年中森明菜音樂祭巡迴演唱會                     | 環球·西格瑪  | 演唱會實況           |
| 14   | 2003年12月17日 |          | 2003年「希望如此」巡迴演唱會實況                   | 環球·西格瑪  | 演唱會實況           |
| 15   | 2006年1月11日  |          | 女皇~中森明菜2005年特別演唱會實況                  | 艾迴行銷通信 | 演唱會實況           |
| 16   | 2007年1月17日  |          | 2006「完美旅程」巡迴演唱會                         | 環球·西格瑪  | 演唱會實況           |
| 17   | 2009年7月29日  |          | 2002－2007年影片剪輯與其它                         | 環球·西格瑪  | 音樂錄影帶合輯       |
| 18   | 2010年8月18日  |          | 女皇在橫濱~中森明菜2009年特別演唱會實況            | 環球日本     | 演唱會實況           |
| 19   | 2010年12月22日 |          | 夜之流行錄影室－中森明菜                           | 環球音樂     | 電視音樂節目表演合輯 |
| 20   | 2012年3月28日  |          | 十大好歌珍藏套裝－中森明菜                         | 環球音樂     | 電視音樂節目表演合輯 |
| 21   | 2015年9月30日  |          | 日本放送協會紅白歌合戰及音樂節目珍藏套裝－中森明菜 | 環球音樂     | 電視音樂節目表演合輯 |
| 22   | 2025年5月1日   |          | 中森明菜歌迷會現場演出「ALDEA Bar at Tokyo 2024」  | 日本華納音樂 | 演唱會實況           |

## 戲劇作品

### 電視劇
| 順序 | 首播日期               | 原文名稱                         | 中譯名稱                                   | 首播電視台 | 備註                                                       |
| ---- | ---------------------- | -------------------------------- | ------------------------------------------ | ---------- | ---------------------------------------------------------- |
| 1    | 1984年4月11日          |                                  | 跑步的青春42.195公里 淚與汗的馬拉松小子    | 東京電視台 | 特別客串                                                   |
| 2    | 1987年1月2日           | トライアングルブルースペシャルII | 三角關係的憂鬱特集II                       | 朝日電視台 | 飾演明菜                                                   |
| 3    | 1987年4月15日          |                                  | 死黨（改編自《人間交差點》）               | 東京放送   | 飾演鹿島亞矢                                               |
| 4    | 1988年4月14日          |                                  | 中森明菜的意大利通心粉愛情故事             | 富士電視台 | 飾演野村歩                                                 |
| 5    | 1989年1月3日           |                                  | 季節末的海岸故事 沙灘的命運                | 富士電視台 | 飾演明菜                                                   |
| 6    | 1989年3月8日           |                                  | 男三昧女三昧                               | 日本電視台 | 客串演出                                                   |
| 7    | 1991年1月3日           |                                  | 世界真奇妙冬季特別節目「再見6年2班」       | 富士電視台 | 飾演久保田玲子                                             |
| 8    | 1991年3月28日          |                                  | 中森明菜音樂劇「好想再見一次忘不了的戀人」 | 富士電視台 | 飾演真島恵                                                 |
| 9    | 1991年8月30日          |                                  | 惡女A·B                                    | 富士電視台 | 飾演間宮霞與國本新子                                       |
| 10   | 1991年12月23日         |                                  | 第10年的耶誕夜 從與我相愛開始              | 朝日電視台 | 飾演麥田美鈴                                               |
| 11   | 1992年4月13日－6月29日 |                                  | 難得友情人                                 | 富士電視台 | 飾演月島柑奈                                               |
| 12   | 1993年1月4日           |                                  | 惡女II 聖達美莉安殺人事件                  | 富士電視台 | 飾演緋田伶子                                               |
| 13   | 1993年6月30日          |                                  | 永不放棄                                   | 富士電視台 | 友情客串月島柑奈                                           |
| 14   | 1993年10月22日         | ざけんなョ!!5 「一般職OLの悲哀」 | 不要碰我！5「普通女職員的悲哀」            | 富士電視台 | 飾演森岡勝子                                               |
| 15   | 1993年12月25日         | 瞳に星な女たち                   | 眼裡出現像星星般的女人                     | 日本電視台 | 飾演遠藤薫                                                 |
| 16   | 1994年4月13日          |                                  | 紳士刑警「來自死者的留言」                 | 富士電視台 | 客串演出小石川千奈美                                       |
| 17   | 1996年4月9日           |                                  | 消失的紳士刑警                             | 富士電視台 | 客串演出小石川千奈美                                       |
| 18   | 1996年9月27日          |                                  | 愛情故事 難過的夜裡想見...「變身願望」     | 東京放送   | 飾演中原美知子                                             |
| 19   | 1998年1月12日          |                                  | 冷月                                       | 日本電視台 | 飾演椎名希代加。主題曲《回家 ～永遠難忘～》。              |
| 20   | 1998年9月25日          |                                  | 七個辦公室陪侍女郎                         | 東京放送   | 飾演南原舞。主題曲《再見我的眼淚》（《躊躇不定》翻唱曲）。 |
| 21   | 1999年1月11日          |                                  | 暗夜邊緣                                   | 日本電視台 | 飾演杉嶋桐惠。主題曲《奧菲莉亞》。                         |
| 22   | 2006年4月12日－6月21日 |                                  | 戀上芭蕾                                   | 日本電視台 | 飾演倉橋嵐子。主題曲《花之舞》。                           |

### 電影
| 順序 | 首映年份 | 原文名稱 | 中譯名稱     | 製作公司 | 備註                       |
| ---- | -------- | -------- | ------------ | -------- | -------------------------- |
| 1    | 1985年   |          | 愛之旅       | 東寶     | 飾演小泉由紀               |
| 2    | 1992年   |          | 奔跑的梅羅斯 | 東映     | 動畫電影，為角色萊莎配音。 |

### 電視動畫
| 順序 | 首播日期      | 原文名稱 | 中譯名稱          | 首播電視台 | 備註         |
| ---- | ------------- | -------- | ----------------- | ---------- | ------------ |
| 1    | 2025年6月26日 |          | 小浣熊 卡爾卡爾團 | 讀賣電視台 | 飾演ボーカル |

## 電台節目主持
| 順序 | 播放日期                     | 原文名稱  | 中譯名稱       | 電台名稱 | 備註                                          |
| ---- | ---------------------------- | --------- | -------------- | -------- | --------------------------------------------- |
| 1    | 1982年10月－1984年12月       |           | 第一聲再見     | 文化放送 |                                               |
| 2    | 1986年10月12日－1987年4月5日 |           | 明菜夢體驗     | 日本放送 | 以中森明菜的歌曲為主題與聽眾做互動討論。      |
| 3    | 1987年6月－1988年4月         |           | 太田先生加油！ | 文化放送 | 為《東京夜遊大白鯊！》 （東京っ子NIGHTお遊びジョーズ!!）節目中的一個專欄。 |
| 4    | 1992年4月5日－1993年12月26日 | FIFTY OFF | 對折           | 東京調頻 | 中森明菜選播英語歌曲。                        |

## 著作及寫真集
- 。，1982年11月5日。（日語）
- 。，1982年12月9日。（日語）
- 。，1982年12月15日。ISBN 978-4-584-20053-7 （日語）
- 。，1983年2月25日。ISBN 978-4-87131-010-9 （日語）
- 。，1983年5月1日。ISBN 978-4-09-363121-1 （日語）
- 。，1984年9月15日。（日語）
- 。，1985年12月24日。（日語）
- 。，1987年12月24日。ISBN 978-4-938568-03-0 （日語）
- 。，1989年7月13日。ISBN 978-4-938568-06-1 （日語）
- MY LIFE 1990 A・K・I・N・A NAKAMORI。，1990年11月30日。ISBN 978-4-938568-15-3 （日語）
- 中森明菜 FIFTY OFF ESSAY with PHOTO。，1993年12月15日。ISBN 978-4-924880-21-4 （日語）

## 影響
在80年代，除了在日本之外，中森明菜的音樂與造型廣泛影響了亞太區的流行樂壇，尤其是台灣與香港。在這兩地除了有知名歌手曾翻唱過她的歌曲之外，許多當時的年輕女歌星如金瑞瑤、楊林、林慧萍等在造型上亦曾模仿過她。以下是由中森明菜原唱的中文改編歌曲：
| 翻唱者 | 曲名                                  | 原曲名                                         |
| ------ | ------------------------------------- | ---------------------------------------------- |
| 李麗蕊 | 蛻變                                  | 第二次恋爱（）                                 |
| 李麗蕊 | 戀愛熱線                              | 禁區（）                                       |
| 李麗蕊 | 無情告別                              | 清教徒（清教徒）                               |
| 鄧麗盈 | 迷失                                  | 預感（予感）                                   |
| 詹永俊 | 藍夏天                                | 傷感紀行（傷感紀行）                           |
| 譚詠麟 | 南風                                  | 南風（）                                       |
| 梅艷芳 | 無人願愛我                            | 遇難的船（難破船）                                   |
| 甄楚倩 | 難破船                                | 遇難的船（難破船）                                   |
| 甄楚倩 | 恕不奉陪                              | 黑色探戈（）                                   |
| 甄楚倩 | 放心遠去吧                            | 亂火（）                                       |
| 甄楚倩 | 橫巷                                  | 玫瑰一夜（）                                   |
| 梅艷芳 | 冬眠的愛情（國語） 裝飾的眼淚（粵語） | 車站（）                                       |
| 梅艷芳 | 兩個愛（國語） OH NO, OH YES!（粵語） | 哦，不；哦，是的！（OH NO, OH YES!）           |
| 張國榮 | 背棄命運（國語） 第一次（粵語）       | 禁區（）                                       |
| 張國榮 | 你是我一半                            | 對著米克·傑格微笑（）                          |
| 張學友 | 局外人                                | 十戒（1984）（）                               |
| 草蜢   | 一路順風（國語） 紅唇的吻（粵語）     | 心碎（Heartbreak）                             |
| 杜德偉 | 謠言                                  | 二分之一的神話（）                             |
| 杜德偉 | 誰伴我今晚                            | Aventure（アバンチュール）                     |
| 金瑞瑤 | 藍色的週末                            | 我的愛……（）                                   |
| 林志美 | 傷心劇院                              | 金髪女郎（BLONDE）                             |
| 林志美 | 教堂派對                              | 吉普賽皇后（ジプシー・クイーン）               |
| 嘟嘟   | 少女A                                 | 少女A（）                                      |
| 林淑容 | 單身女郎                              | 少女A（）                                      |
| 伊能靜 | 選錯電影、選錯你                      | 少女A（）                                      |
| 汪明荃 | 熾熱的吻                              | （）                                           |
| 雷安娜 | 跳出掌聲背後                          | 十月的暴風雨（）                               |
| 陸家俊 | 胭脂愁                                | （）                                           |
| 李國祥 | 最後的浪漫                            | （）                                           |
| 林立洋 | 謝謝你給我全新的生命                  | 亂火（）                                       |
| 徐雯倩 | 你的心總要我猜                        | 結束（Fin）                                    |
| 徐雯倩 | 天天擔心                              | 金髪女郎（BLONDE）                             |
| 蔣麗萍 | 黑暗                                  | 別告訴我這是愛情（DON'T TELL ME THIS IS LOVE） |
| 倫永亮 | 八級戀火                              | 慾望－情熱－（）                               |
| 陳美玲 | 愛情拖拉機                            | 波希米亞（LA BOHEME）                          |
| 林姍姍 | 晴天雨天                              | 結束（Fin）                                    |
| 劉彩玉 | 還是回家可以嗎？                      | 結束（Fin）                                    |
| 陳潔靈 | 失戀一週年                            | 還不夠（まだ充分じゃない）                     |
| 陳潔靈 | 翅膀下的風                            | （NIGHTMARE 悪夢）                             |
| 黃寶欣 | 黑布衣                                | 金髪女郎（BLONDE）                             |
| 蔡立兒 | Close Your Eyes                       | 閉上你的眼（Close Your Eyes）                  |

## 得獎記錄
1982年
- 《慢動作》
  - 公信榜7月新人賞
  - 全日本有線放送大獎（第15屆上半年）新人賞
  - 九州朝日放送新人歌謠音樂祭（第10屆）優秀新人賞
  - 東京調頻名人聽眾大獎（第7屆）
- 《少女A》
  - 日本電視台音樂祭（第9屆）新人賞
  - 朝日放送歌謠新人大獎（第9屆）銀獎
  - 銀座音樂祭（第12屆）専門審查員獎勵賞
  - 新宿音樂祭（第15屆）審查員特別獎勵賞
  - 橫濱音樂祭（第9屆）最優秀新人賞
  - 日本歌謠大獎（第13屆）放送音樂新人賞部門聯盟賞
  - 全日本有線放送大獎（第15屆）年間新人賞
  - FNS歌謠祭（第9屆）優秀新人賞
- 《第二次恋爱》
  - 日本有線大獎（第15屆）優秀新人賞

1983年
- 金箭賞（第20屆）音樂新人賞
- 日本唱片銷售大獎（第16屆）銷售大賞、專輯大賞
- 大都會歌謠祭（第2屆）流行歌曲賞
- 日本有線大獎（第16屆上半年）最多點播歌手賞
- 日本有線大獎（第16屆下半年）最多點播歌手賞
- 《第二次恋爱》
  - 全日本有線放送大獎（第16屆上半年）優秀明星賞
  - 日本唱片大獎（第25屆）金偶像特別賞（東京放送賞）
- 《夕陽－黃昏時的來信－》
  - 日本有線大獎（第16屆上半年）有線音樂賞
  - 日本電視音樂祭（第9屆）金鳩賞
- 《禁區》
  - 日本唱片大獎（第25屆）金偶像特別賞
  - 橫濱音樂祭（第10屆）橫濱音樂祭賞
  - 由你來選的全日本歌謠音樂祭（第9屆）専門審查員賞
  - 日本歌謠大獎（第14屆）放送音樂賞
  - 日本有線大獎（第16屆下半年）有線音樂賞
  - 全日本有線放送大獎（第16屆全年）讀賣電視最優秀賞、優秀明星賞
- 《陌生人》
  - 日本唱片大獎（第25屆）最佳十張專輯

1984年
- DJ小姐點播遊行之83年最佳藝人賞
- 日本唱片銷售大獎（第17屆）單曲金賞、專輯金賞
- 《北翼》
  - 日本唱片大獎（第26屆）最優秀明星賞、金賞
  - 日本有線大獎（第17屆）有線音樂賞
  - 全日本有線放送大獎（第17屆）審查委員會最優秀賞、優秀明星賞
- 《南風》
  - 日本有線大獎（第17屆上半年）有線大賞
  - 大都會歌謠祭（第3屆）流行歌曲賞
  - 全日本有線放送大獎（第17屆上半年）讀賣電視最優秀賞、優秀明星賞
- 《十戒（1984）》
  - 日本有線大獎（第17屆）最多點播歌手賞
  - 橫濱音樂祭（第11屆）橫濱音樂祭賞
  - 由你來選的全日本歌謠音樂祭（第10屆）金賞
  - 日本歌謠大獎（第15屆）最優秀放送音樂賞
  - 日本電視音樂祭（第10屆）大賞
  - FNS歌謠祭（第11屆）最優秀熱門歌曲賞、優秀歌謠音樂賞

1985年
- 金箭獎（第22屆）音樂賞
- 日本唱片銷售大獎（第18屆）單曲大賞、專輯金賞
- 《眼淚不是裝飾品》
  - FNS歌謠祭（第12屆）最優秀熱門歌曲賞
- 《我的愛》
  - 日本唱片大獎（第27屆）大賞、金賞
  - 全日本有線放送大獎（第18屆上半年）讀賣電視最優秀賞、優秀明星賞
  - FNS歌謠祭（第12屆）大賞、優秀歌謠音樂賞
- 《沙棕色－沙漠－》
  - 日本電視音樂祭（第11屆）優秀
  - 日本有線大獎（第18屆）最多點播歌手賞、有線音樂賞
  - 全日本有線放送大獎（第18屆）讀賣電視最優秀賞、優秀明星賞
- 《孤獨》
  - 橫濱音樂祭（第12屆）橫濱音樂祭賞
  - 全日本歌謠音樂祭（第11屆）最優秀歌唱賞、金賞
  - 日本歌謠大獎（第16屆）放送音樂製作人聯盟賞、放送音樂賞
- 《D404ME》
  - 日本唱片大獎（第27屆）優秀專輯賞

1986年
- 日本唱片銷售大賞（第19屆）藝人銷售大賞、單曲大賞、專輯金賞
- 橫濱音樂祭（第13屆）橫濱音樂祭賞
- 《慾望－情熱－》
  - 日本唱片大獎（第28屆）大賞、最佳藝人賞、金賞
  - 全日本有線放送大獎（第19屆上半年）大賞、優秀明星賞、優秀明星賞
  - 日本電視音樂祭（第12屆）大賞
  - FNS歌謠祭（第13屆）大賞、優秀歌謠音樂
- 《吉普賽皇后》
  - 大都會歌謠祭（第5屆）流行音樂大賞
- 《結束》
  - 日本電視音樂祭（第12屆）優秀賞
  - 全日本歌謠音樂祭（第12屆）金賞
  - 日本歌謠大獎（第17屆）大賞、放送音樂特別賞
  - 日本有線大獎（第19屆）最多點播歌手賞、有線音樂賞
  - 全日本有線放送大獎（第19屆）最多點播賞、優秀明星賞

1987年
- 金箭賞（第24屆）音樂賞
- 日本金唱片大獎（第1屆）年度最佳日語藝人大賞
- 日本唱片銷售大獎（第20屆）藝人銷售大賞、單曲金賞、專輯金賞
- 《慾望－情熱－》
  - 日本金唱片大獎（第1屆）年度最佳日語單曲大賞
- 《黑色探戈》
  - 全日本有線放送大獎（第20屆上半年）優秀明星賞
  - 橫濱音樂祭（第14屆）橫濱音樂祭賞
- 《難破船》
  - 日本唱片大獎（第29屆）特別大衆賞、金賞
  - 全日本歌謠音樂祭（第13屆）特別話題賞
  - 銀座音樂祭（第17屆）流行音樂金賞
  - 日本歌謠大獎（第18屆）最優秀放送音樂賞、放送音樂特別聯盟賞
  - 日本有線大獎（第20屆）最多點播歌手賞、有線音樂賞
  - 全日本有線放送大獎（第20屆）最多點播賞、優秀明星賞
  - FNS歌謠祭（第14屆）最優秀歌唱賞、優秀歌謠音樂賞
- 《最佳精選》
  - 日本金唱片大獎（第1屆）年度最佳日語專輯大賞
- 《深紅色》
  - 日本唱片大獎（第29屆）優秀專輯賞

1988年
- 《黑色探戈》
  - 日本金唱片大獎（第2屆）年度最佳日語單曲
- 《遇難的船》
  - 日本金唱片大獎（第2屆）年度最佳日語單曲
- 《紋身》
  - 日本唱片大獎（第30屆）金賞
  - 大都會歌謠祭（第7屆）流行音樂大賞
  - 全日本有線放送大獎（第21屆上半年）優秀明星賞
- 《錯過衝擊》
  - 日本有線大獎（第21屆）有線音樂賞
  - 全日本有線放送大獎（第21屆全年）優秀明星賞
  - FNS歌謠祭（第15屆）最優秀歌唱賞、優秀歌謠音樂賞

1989年
- 日本金唱片大獎（第3屆）年度最佳日語歌手
- 日本唱片銷售大賞大賞（第22屆）專輯銀賞
- 《明菜EAST劇場演唱會索引-23》
  - 年度錄影帶賞最優秀音樂錄影帶大賞

1992年
- 《夢 '91 中森明菜特別演唱會》
  - 多媒體大賞錄影帶賞

2007年
- 《艷華》
  - 日本唱片大獎（第49屆）企畫賞

2008年
- 日本金唱片大獎（第22屆）最佳演歌／歌謠曲藝人賞

2015年
- 日本金唱片大獎（第29屆）最佳演歌／歌謠曲藝人賞

## 注解與參考文獻
注解
1. ↑  這是決選的歌曲，初選時她唱的是竹內瑪莉亞的名曲《九月》（September）。而且事實上中森總共參加過七次甄選，其中四次在初選就被淘汰。
2. ↑  參加該節目的選手通過決賽後，必需在決戰大會上對臺下的各經紀公司與唱片公司的代表們表演一次決選時的歌曲，表演完畢後若有公司願意簽下該選手就舉牌，有點類似職業運動的「指名選秀」，所以稱之為「指名」。
3. ↑  日文原文：「ちょっとエッチな美新人娘」。

參考書籍
- 追分日出子.  .  . 晶文社. 2005-02-28: 89－101. ISBN 4794966563 （日语）.
- 中森明菜.  . 小學館. 1983. ISBN 9784093631211 （日语）.
- ポポロ編集部.  . 麻布台. 1994. ISBN 9784900678088 （日语）.
- 平岡正明.  . 作品社. 1996. ISBN 9784878932571 （日语）.
- 中川右介.  . 幻冬舎. 2007. ISBN 9784344980631 （日语）.
- . 角川インタラクティブ・メディア. 2004. ISBN 978-4048944533 （日语）.